# Brănești (okręg Ilfov)
Brănești – wieś w Rumunii, w okręgu Ilfov, w gminie Brănești. W 2011 roku liczyła 7305 mieszkańców.